# Tiliacora macrophylla
Tiliacora macrophylla är en tvåhjärtbladig växtart som först beskrevs av Jean Baptiste Louis Pierre, och fick sitt nu gällande namn av Friedrich Ludwig Diels. Tiliacora macrophylla ingår i släktet Tiliacora och familjen Menispermaceae. Inga underarter finns listade i Catalogue of Life.